# Gorna Mitropolija
Gorna Mitropolija (Bulgaars: Горна Митрополия) is een dorp in het noordwesten van Bulgarije. Zij is gelegen in de gemeente Dolna Mitropolija, oblast Pleven. Het dorp ligt ongeveer 14 km ten noordwesten van Pleven en 125 km ten noordoosten van de hoofdstad Sofia. 

## Bevolking
In de eerste volkstelling van 1934 registreerde het dorp 3.215 inwoners. Dit groeide tot een officiële hoogtepunt van 3.424 inwoners in 1946. Sindsdien daalt het inwonersaantal. Op 31 december 2019 telde het dorp 1.574 inwoners.
Van de 1.767 inwoners reageerden er 1.435 op de optionele volkstelling van 2011. Van deze 1.571 respondenten identificeerden 1.411 personen zichzelf als etnische Bulgaren (98,3%), gevolgd 15 Bulgaarse Turken (1%) en 9 ondefinieerbare personen (0,7%).
Van de 1.767 inwoners in februari 2011 werden geteld, waren er 240 jonger dan 15 jaar oud (13,6%), gevolgd door 1.044 personen tussen de 15-64 jaar oud (59,1%) en 483 personen van 65 jaar of ouder (27,3%).